# Adriatica Ionica Race
L'Adriatica Ionica Race és una competició ciclista per etapes que es disputa a Itàlia des del 2018. La cursa te com a objectiu promoure les regions de nord-est entre la mar Adriàtica i la mar Jònica. Forma part de l'UCI Europa Tour amb una categoria 2.1.

## Palmarès
| Any  | Vencedor                | Segon              | Tercer         |         |
| ---- | ----------------------- | ------------------ | -------------- | ------- |
| 2018 | Iván Ramiro Sosa Cuervo | Giulio Ciccone     | Ildar Arslànov |         |
| 2019 | Mark Padun              | Ben Hermans        | James Knox     |         |
| 2020 | suspesa                 | suspesa            | suspesa        | suspesa |
| 2021 | Lorenzo Fortunato       | Merhawi Kudus      | Vadim Pronskiy |         |
| 2022 | Filippo Zana            | Natnael Tesfatsion | Vadim Pronskiy |         |
| 2023 | suspesa                 | suspesa            | suspesa        | suspesa |
| 2024 | suspesa                 | suspesa            | suspesa        | suspesa |